# Acrias
Acrias is een geslacht van vliesvleugeligen uit de familie Eulophidae. De wetenschappelijke naam van dit geslacht is voor het eerst geldig gepubliceerd in 1847 door Francis Walker.

## Soorten
Het geslacht Acrias omvat de volgende soorten:
- Acrias auriceps (Girault, 1922)
- Acrias coniceps Boucek, 1988
- Acrias cyanea (Hedqvist, 1978)
- Acrias elegans (Hedqvist, 1978)
- Acrias fascia Boucek, 1988
- Acrias nileus Walker, 1847
- Acrias stylata (Hedqvist, 1978)
- Acrias tauricornis Yang, 1996
- Acrias tuberosa (De Santis, Urban & Graf, 1973)
- Acrias varicornis (Girault, 1922)